# KM-1M

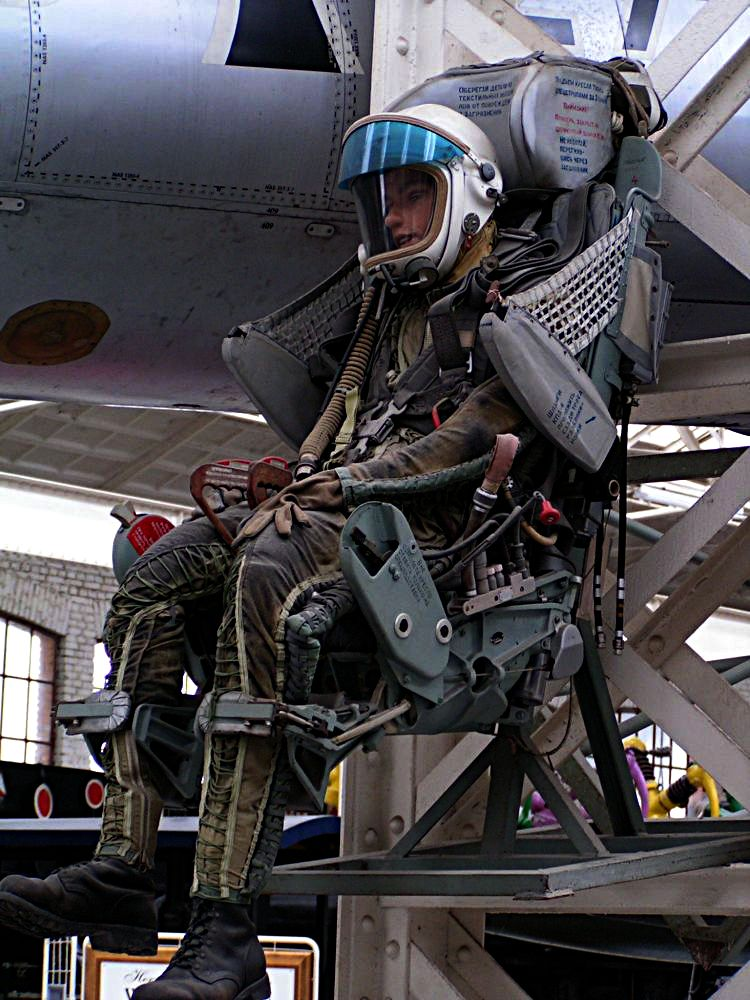
Fotel KM-1M

KM-1M – fotel katapultowy opracowany przez radzieckie biuro konstrukcyjne OKB-155. Stosowany w samolotach MiG-21, MiG-23, MiG-25 oraz MiG-27. Ponadto jest stosowany w samolotach bombowych Tu-160 i Tu-22M.

## Historia
Na początku lat 60. XX wieku biuro konstrukcyjne OB-155 przystąpiło do opracowywania fotela wyrzucanego, który zastąpiłby dotychczas stosowane fotele KK-1 i SK-1. Miał stanowić rozwinięcie fotela KM-1. Fotel miał zapewnić możliwość ewakuacji pilota z poziomu ziemi, ponadto miał odpowiadać gabarytom kabiny pilota samolotu MiG-21. Opracowana konstrukcja została wykorzystana w samolocie bombowym Tu-160. W porównaniu z pierwowzorem wprowadzono w nim zmiany konstrukcyjne obejmujące zmniejszenie głębokości miski siedzeniowej, zastosowanie miękkich chwytników nóg z pętlą Bowdena oraz zapewnienie możliwości katapultowania przez osłonę kabiny.

## Opis techniczny

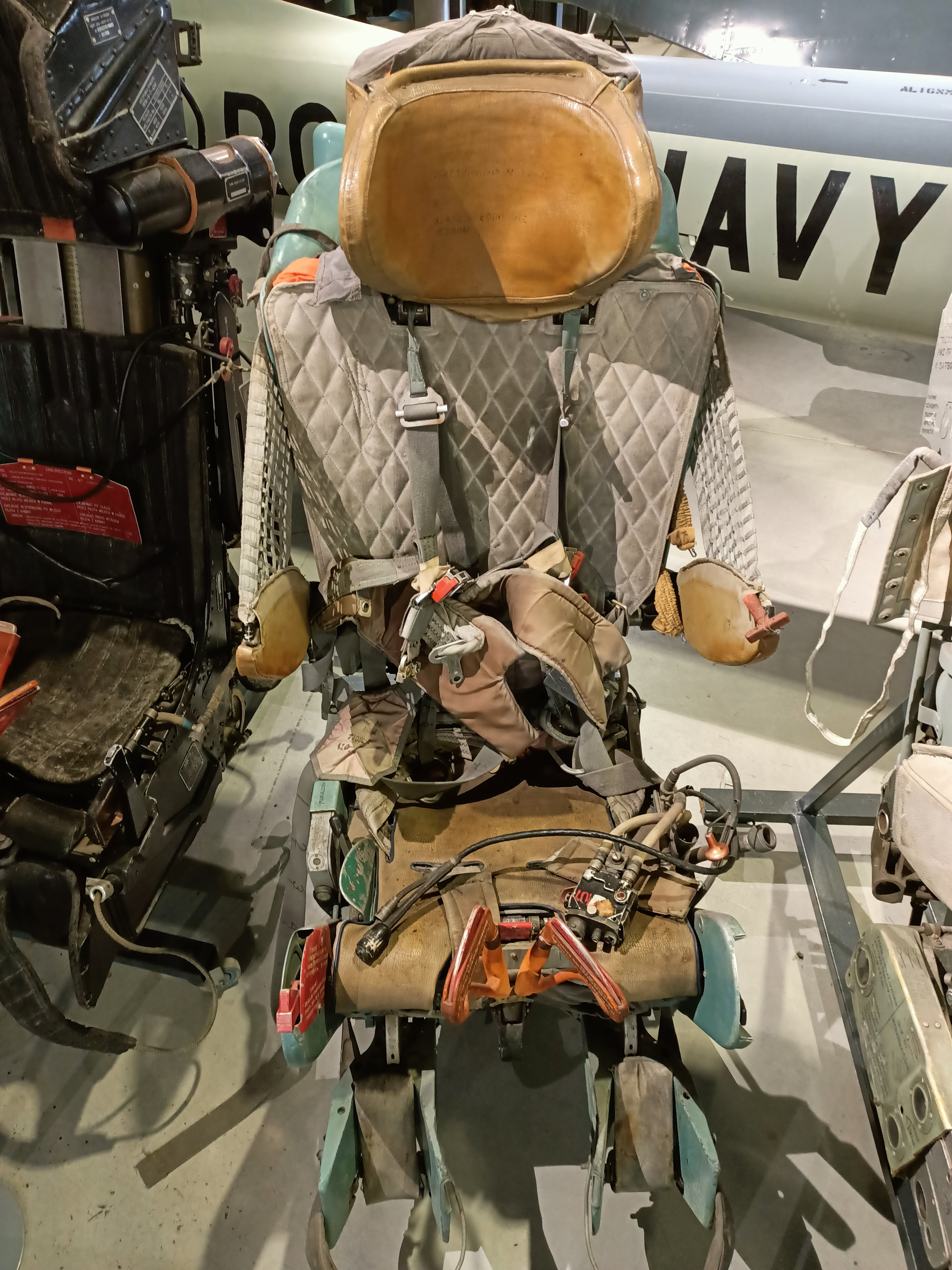
Fotel katapultowy KM-1M w Muzeum Lotnictwa Polskiego w Krakowie

Fotel katapultowy KM-1M jest miejscem roboczym pilota w kokpicie samolotu podczas lotu oraz pozwala na jego ewakuację w sytuacji awaryjnej. Zapewnia możliwość bezpiecznego opuszczenia statku powietrznego w lotach do wysokości 20 km i przy prędkości do 1200 km/h. Ponadto umożliwia opuszczenie samolotu podczas startu i lądowania, gdy osiągnął prędkość co najmniej 130 km/h.
Fotel pilota ma wysokość 1182 mm, szerokość 606 mm i głębokość 875 mm, jest zamontowany w kabinie na dwóch prowadnicach. System katapultowania fotela KM-1M współdziała z hełmem GSz-6M (ros. ГШ-6А) i ubiorem wysokościowo-kompensacyjnym WKK-6M (ros. ВКК-6М), które zapewniają ochronę pilota przed naporem powietrza. Poniżej zagłówka znajduje się profilowana osłona pancerna odporna na uderzenie pocisków kalibru do 7,65 mm, chroniąca plecy pilota. W zagłówku znajduje się nadajnik sygnalizujący miejsce lądowania oraz apteczka. Fotel, o masie 135 kg, zawiera butle systemu KP-27M z tlenem oraz powietrzem podtrzymującym ciśnienie w skafandrze pilota.
Sekwencja katapultowania rozpoczyna się, gdy pilot pociąga za zdwojony uchwyt wyrzutowy umieszczony na fotelu. Od tego momentu systemy ratunkowe działają automatycznie, aż do momentu otwarcia spadochronu. Złącze ORK-11A (ros. ОРК-11А) odcina wszystkie połączenia z samolotem. Mechanizm wyzwalający KSM (ros. КСМ) zapewnia wystrzelenie fotela pilota na wysokość 45 metrów. Składa się z dwustopniowego mechanizmu wyrzutowego, piromechanicznego mechanizmu napinania pasów oraz piromechanizmu wyzwalającego spadochron ratunkowy. Mechanizm wyrzutowy zawiera 11 ładunków pirotechnicznych K-4 o masie całkowitej 2,2 kg.
Kolejnym etapem katapultowania jest działanie systemu spadochronowego PS-M (ros. ПС-М), który składa się z dwóch spadochronów stabilizujących o powierzchni 0,1 m² i 2 m² oraz właściwego spadochronu ratunkowego o powierzchni 54 m². Za otwarcie spadochronów stabilizujących odpowiada mechanizm KPA-4 (ros. КПА-4). Następnie mechanizm PPK-1M (ros. ППК-1М) dba o oddzielenie uprzęży pilota od fotela, otwarcie blokad nóg oraz oddzielenie pilota od fotela. Drugi spadochron stabilizujący ściąga pokrowiec ze spadochronu głównego i tym samym powoduje jego otwarcie. Zagłówek fotela ląduje z drugim spadochronem stabilizacyjnym. Przeciążenia odczuwane przez pilota nie przekraczają 20 g w czasie 0,38 sekundy. W dwumiejscowych samolotach szkolnych fotel występuje w odmianach KM-1UM dla ucznia oraz KM-1IM dla instruktora. W przypadku katapultowania pierwszy wstrzeliwany jest instruktor (z drugiej kabiny), następnie uczeń. W maszynach wieloosobowych, tj. Tu-22M, wyrzut załogi odbywa się w kolejności: operator uzbrojenia, nawigator, drugi pilot, pilot-dowódca.

## Przypadki użycia
Podczas okresu eksploatacji fotel był wielokrotnie użyty do ratowania życia załogantów. 1 października 1980 r. doszło do katastrofy samolotu MiG-21UM z 2. Pułku Lotnictwa Myśliwskiego. W jej wyniku pilot-uczeń ppor. Sylwester Łukasik pomyślnie katapultował się z samolotu. Ppłk pil. Roman Iwanów, z powodu zablokowania osłony kabiny i nieodbezpieczenia mechanizmu strzałowego fotela katapultowego, zginął w rozbitym samolocie.
Jedno z najbardziej znanych użyć fotela KM-1M miało miejsce 4 lipca 1989 r., kiedy to płk Nikołaj Skuridin katapultował się z samolotu MiG-23. Samolot przeleciał nad NRD, RFN i Holandią, a następnie spadł na belgijskie miasteczko Kortrijk, zabijając na ziemi jedną osobę.
Po agresji Rosji na Ukrainę odnotowano wypadek z udziałem foteli KM-1M. 23 marca 2021 r., podczas kontroli przedstartowej na lotnisku w obwodzie kałuskim, dowódca Tu-22M3 uruchomił system katapultowania załogi z samolotu stojącego na płycie lotniska. Po wystrzeleniu, z powodu zerowej prędkości samolotu, fotele nie osiągnęły wysokości umożliwiającej całkowite otwarcie spadochronów i trzech członków załogi zginęło.